# Rye (Jura)
Rye település Franciaországban, Jura megyében. Lakosainak száma 218 fő (2022. január 1.). Rye Les Essards-Taignevaux, La Chassagne, Chêne-Bernard, Chêne-Sec, Sergenaux, Sergenon, Beauvernois és Mouthier-en-Bresse községekkel határos.

## Népesség
A település népessége az elmúlt években az alábbi módon változott:
| Lakosok száma | 241  | 187  | 165  | 170  | 212  | 217  | 218  | 213  | 209  | 218  |
|               | 1968 | 1982 | 1990 | 2006 | 2013 | 2015 | 2017 | 2019 | 2020 | 2022 |